# آبراموفسکایا (استان آرخانگلسک)
آبراموفسکایا (به لاتین: Abramovskaya) یک منطقهٔ مسکونی در روسیه است که در استان آرخانگلسک واقع شده‌است.